# Olympische Sommerspiele 1924/Fußball/Spiele
Diese Seite enthält alle Spiele des olympischen Fußballturniers von 1924 im Großraum Paris mit allen statistischen Details.

## Vorrunde
Die Sieger qualifizierten sich für das Achtelfinale.

### Italien – Spanien 1:0 (0:0)
| Italien                                                   | Italien | Spanien | Spanien |
| --------------------------------------------------------- | --- | --- | ------- |
| Italien                                                   | \| 25. Mai 1924 um 15:30 Uhr in Colombes (Stade de Colombes) \| \| Zuschauer: 18.991 \| \| Schiedsrichter: Marcel Slawik ( Frankreich) \|                                                                                                   | \| 25. Mai 1924 um 15:30 Uhr in Colombes (Stade de Colombes) \| \| Zuschauer: 18.991 \| \| Schiedsrichter: Marcel Slawik ( Frankreich) \|                                                                                       | Spanien |
| Italien                                                   | Giovanni De Prà – Umberto Caligaris, Virginio Rosetta – Ottavio Barbieri, Luigi Burlando, Giuseppe Aliberti – Leopoldo Conti, Adolfo Baloncieri, Giuseppe Della Valle, Mario Magnozzi, Virgilio Felice Levratto Cheftrainer: Vittorio Pozzo | Ricardo Zamora – Pedro Vallana, Luis Casas Pasarín – Francisco Gamborena, Jesús Larraza, José María Peña – Vicenç Piera, Josep Samitier, Juan Monjardín, Carmelo Goyenechea, Marcelino Aguirrezabala Cheftrainer: Pedro Parages | Spanien |
| Italien                                                   | 1:0 Vallana (84., Eigentor) | | Spanien |
| Italien                                                   | Platzverweis: Larraza (55.) | | Spanien |
| 25. Mai 1924 um 15:30 Uhr in Colombes (Stade de Colombes) | | |         |
| Zuschauer: 18.991                                         | | |         |
| Schiedsrichter: Marcel Slawik ( Frankreich)               | | |         |

### Schweiz – Litauen 9:0 (4:0)
| Schweiz                                               | Schweiz | Litauen | Litauen |
| ----------------------------------------------------- | --- | --- | ------- |
| Schweiz                                               | \| 25. Mai 1924 um 15:30 Uhr in Paris (Stade Pershing) \| \| Zuschauer: 8.110 \| \| Schiedsrichter: Antonio Scamoni ( Königreich Italien) \|                                                                                                | \| 25. Mai 1924 um 15:30 Uhr in Paris (Stade Pershing) \| \| Zuschauer: 8.110 \| \| Schiedsrichter: Antonio Scamoni ( Königreich Italien) \|                                                                              | Litauen |
| Schweiz                                               | Hans Pulver – Adolphe Reymond, Rudolf Ramseyer – August Oberhauser, Paul Schmiedlin, Aron Pollitz – Karl Ehrenbolger, Paul Sturzenegger, Walter Dietrich, Max Abegglen, Paul Fässler Cheftrainer: Teddy Duckworth ( Vereinigtes Königreich) | Valerijonas Balčiūnas – Stasys Janušauskas, Jurgis Hardingsonas – Stasys Razma, Vincas Bartuška, Leonas Juozapaitis – Edvardas Mikučiauskas, Stasys Sabaliauskas, Steponas Garbačiauskas, Hansas Gecas, Juozas Žebrauskas | Litauen |
| Schweiz                                               | 1:0 Sturzenegger (2.) 2:0 Dietrich (14.) 3:0 Abegglen (41.) 4:0 Sturzenegger (43.) 5:0 Abegglen (50.) 6:0 Abegglen (58.) 7:0 Ramseyer (63., Elfmeter) 8:0 Sturzenegger (68.) 9:0 Sturzenegger (85.)                                         | | Litauen |
| 25. Mai 1924 um 15:30 Uhr in Paris (Stade Pershing)   | | |         |
| Zuschauer: 8.110                                      | | |         |
| Schiedsrichter: Antonio Scamoni ( Königreich Italien) | | |         |

### Türkei – Tschechoslowakei 2:5 (0:3)
| Türkei                                               | Türkei | Tschechoslowakei | Tschechoslowakei |
| ---------------------------------------------------- | --- | --- | ---------------- |
| Türkei                                               | \| 25. Mai 1924 um 15:30 Uhr in Paris (Stade Bergeyre) \| \| Zuschauer: 4.344 \| \| Schiedsrichter: Peder Christian Andersen ( Norwegen) \|                        | \| 25. Mai 1924 um 15:30 Uhr in Paris (Stade Bergeyre) \| \| Zuschauer: 4.344 \| \| Schiedsrichter: Peder Christian Andersen ( Norwegen) \|                                                      | Tschechoslowakei |
| Türkei                                               | Nedim Kaleci – Cafer Çağatay, Ali Gençay – Nihat Bekdik, İsmet Uluğ, Kadri Göktulga – Mehmet Leblebi, Alaattin Baydar, Zeki Rıza Sporel, Bekir Refet, Bedri Gürsoy | Josef Sloup – Antonín Hojer, František Hojer – Otto Krombholz, Josef Pleticha, Paul Mahrer – Josef Sedláček, Rudolf Sloup, Josef Novák, Josef Čapek, Josef Jelinek Cheftrainer: Jaroslav Bezecný | Tschechoslowakei |
| Türkei                                               | 1:3 Refet (63.) 2:5 Refet (82.) | 0:1 R. Sloup (21.) 0:2 Sedláček (28.) 0:3 Sedláček (37.) 1:4 Novák (64.) 1:5 Čapek (74.) | Tschechoslowakei |
| 25. Mai 1924 um 15:30 Uhr in Paris (Stade Bergeyre)  | | |                  |
| Zuschauer: 4.344                                     | | |                  |
| Schiedsrichter: Peder Christian Andersen ( Norwegen) | | |                  |

### USA – Estland 1:0 (1:0)
| USA                                                 | USA | Estland | Estland |
| --------------------------------------------------- | --- | --- | ------- |
| USA                                                 | \| 25. Mai 1924 um 17:15 Uhr in Paris (Stade Pershing) \| \| Zuschauer: 8.110 \| \| Schiedsrichter: Paul Putz ( Belgien) \|                                                                                 | \| 25. Mai 1924 um 17:15 Uhr in Paris (Stade Pershing) \| \| Zuschauer: 8.110 \| \| Schiedsrichter: Paul Putz ( Belgien) \|                                                                     | Estland |
| USA                                                 | Jimmy Douglas – Irving Davis, Arthur Rudd – Frances Jones, Raymond Hornberger, Frederick O’Connor – William Findlay, Aage Brix, Andrew Straden, Henry Farrell, Samuel Dalrymple Cheftrainer: George Burford | August Lass – Arnold Pihlak, Otto Silber – Elmar Kaljot, Bernhard Rein, Harald Kaarman – Hugo Väli, Heinrich Paal, Eduard Ellmann, Oskar Üpraus, Ernst Joll Cheftrainer: Ferenc Kónya ( Ungarn) | Estland |
| USA                                                 | 1:0 Straden (15., Elfmeter) | | Estland |
| 25. Mai 1924 um 17:15 Uhr in Paris (Stade Pershing) | | |         |
| Zuschauer: 8.110                                    | | |         |
| Schiedsrichter: Paul Putz ( Belgien)                | | |         |

### Jugoslawien – Uruguay 0:7 (0:3)
| Jugoslawien                                            | Jugoslawien | Uruguay | Uruguay |
| ------------------------------------------------------ | --- | --- | ------- |
| Jugoslawien                                            | \| 26. Mai 1924 um 16:00 Uhr in Colombes (Stade Colombes) \| \| Zuschauer: 3.025 \| \| Schiedsrichter: Georges Vallat ( Frankreich) \|                                                                       | \| 26. Mai 1924 um 16:00 Uhr in Colombes (Stade Colombes) \| \| Zuschauer: 3.025 \| \| Schiedsrichter: Georges Vallat ( Frankreich) \|                                                                           | Uruguay |
| Jugoslawien                                            | Dragutin Vrđuka – Stjepan Vrbančić, Eugen Dasović – Janko Rodin, Rudolf Rupec, Marijan Marjanović – Dragutin Babić, Dušan Petković, Emil Perška, Vladimir Vinek, Emil Plazzeriano Cheftrainer: Todor Sekulić | Andrés Mazali – José Nasazzi, Humberto Tomassina – José Leandro Andrade, José Vidal, Alfredo Ghierra – Santos Urdinarán, Héctor Scarone, Pedro Petrone, José Pedro Cea, Ángel Romano Cheftrainer: Ernesto Fígoli | Uruguay |
| Jugoslawien                                            | 0:1 Vidal (20.) 0:2 Scarone (23.) 0:3 Petrone (35.) 0:4 Cea (50.) 0:5 Romano (58.) 0:6 Petrone (61.) 0:7 Cea (80.)                                                                                           | | Uruguay |
| 26. Mai 1924 um 16:00 Uhr in Colombes (Stade Colombes) | | |         |
| Zuschauer: 3.025                                       | | |         |
| Schiedsrichter: Georges Vallat ( Frankreich)           | | |         |

### Ungarn – Polen 5:0 (1:0)
| Ungarn                                              | Ungarn | Polen | Polen |
| --------------------------------------------------- | --- | --- | ----- |
| Ungarn                                              | \| 26. Mai 1924 um 17:00 Uhr in Paris (Stade Bergeyre) \| \| Zuschauer: 3.578 \| \| Schiedsrichter: Johannes Mutters ( Niederlande) \|                                               | \| 26. Mai 1924 um 17:00 Uhr in Paris (Stade Bergeyre) \| \| Zuschauer: 3.578 \| \| Schiedsrichter: Johannes Mutters ( Niederlande) \|                                                                                | Polen |
| Ungarn                                              | János Biri – Károly Fogl, Gyula Mándi – György Orth, Béla Guttmann, Gábor Obitz – József Braun, József Eisenhoffer, Zoltán Opata, Ferenc Hirzer, Rudolf Jeny Cheftrainer: Gyula Kiss | Mieczysław Wiśniewski – Wawrzyniec Cyl, Stefan Fryc – Zdzisław Styczeń, Stanisław Cikowski, Marian Spoida – Wacław Kuchar, Mieczysław Batsch, Józef Kałuża, Henryk Reyman, Leon Sperling Cheftrainer: Adam Obrubański | Polen |
| Ungarn                                              | 1:0 Eisenhoffer (14.) 2:0 Hirzer (51.) 3:0 Hirzer (58.) 4:0 Opata (70.) 5:0 Opata (87.)                                                                                              | | Polen |
| 26. Mai 1924 um 17:00 Uhr in Paris (Stade Bergeyre) | | |       |
| Zuschauer: 3.578                                    | | |       |
| Schiedsrichter: Johannes Mutters ( Niederlande)     | | |       |

## Achtelfinale
Die Sieger qualifizierten sich für das Viertelfinale. Im Falle eines Unentschiedens nach Verlängerung wurde ein Wiederholungsspiel ausgetragen.

### Niederlande – Rumänien 6:0 (2:0)
| Niederlande                                               | Niederlande | Rumänien | Rumänien |
| --------------------------------------------------------- | --- | --- | -------- |
| Niederlande                                               | \| 27. Mai 1924 um 16:00 Uhr in Colombes (Stade de Colombes) \| \| Zuschauer: 1.840 \| \| Schiedsrichter: Félix Herren ( Schweiz) \| | \| 27. Mai 1924 um 16:00 Uhr in Colombes (Stade de Colombes) \| \| Zuschauer: 1.840 \| \| Schiedsrichter: Félix Herren ( Schweiz) \|                                                                            | Rumänien |
| Niederlande                                               | Gejus van der Meulen – Harry Dénis, Hans Tetzner – André le Fèvre, Evert van Linge, Gerardus Krom – Albert Snouck Hurgronje, Ber Groosjohan, Kees Pijl, Gerrit Visser, Jan de Natris Cheftrainer: William Townley ( Vereinigtes Königreich) | Ștefan Ströck – Iosif Bartha, Attila Molnár – Alexandru Kozovits, Nicolae Hönigsberg, Francisc Zimmermann – Mihai Tänzer, Aurel Guga, Rudolf Wetzer, Nicolae Bonciocat, Albert Ströck Cheftrainer: Adrian Suciu | Rumänien |
| Niederlande                                               | 1:0 Souck Hurgronje (8.) 2:0 Pijl (32.) 3:0 Pijl (52.) 4:0 Pijl (66.) 5:0 Pijl (68.) 6:0 de Natris (69., Elfmeter) | | Rumänien |
| 27. Mai 1924 um 16:00 Uhr in Colombes (Stade de Colombes) | | |          |
| Zuschauer: 1.840                                          | | |          |
| Schiedsrichter: Félix Herren ( Schweiz)                   | | |          |

### Frankreich – Lettland 7:0 (3:0)
| Frankreich                                               | Frankreich | Lettland | Lettland |
| -------------------------------------------------------- | --- | --- | -------- |
| Frankreich                                               | \| 27. Mai 1924 um 17:00 Uhr in Saint-Ouen (Stade de Paris) \| \| Zuschauer: 5.145 \| \| Schiedsrichter: Henri Christophe ( Belgien) \| | \| 27. Mai 1924 um 17:00 Uhr in Saint-Ouen (Stade de Paris) \| \| Zuschauer: 5.145 \| \| Schiedsrichter: Henri Christophe ( Belgien) \|                                                                    | Lettland |
| Frankreich                                               | Pierre Chayriguès – Ernest Gravier, Édouard Baumann – Antoine Parachini, Marcel Domergue, Philippe Bonnardel – Jules Dewaquez, Jean Boyer, Paul Nicolas, Édouard Crut, Raymond Dubly Cheftrainer: Charles Griffiths ( Vereinigtes Königreich) | Arvīds Jurgens – Kārlis Ašmanis, Aleksandrs Roge – Pauls Sokolovs, Kārlis Bone, Česlavs Stančiks – Rūdolfs Bārda, Arvīds Bārda, Edvīns Bārda, Voldemārs Plade, Arkādijs Pavlovs Cheftrainer: Juris Rēdlihs | Lettland |
| Frankreich                                               | 1:0 Crut (17.) 2:0 Nicolas (25.) 3:0 Crut (28.) 4:0 Nicolas (50.) 5:0 Crut (55.) 6:0 Boyer (71.) 7:0 Boyer (87.) | | Lettland |
| 27. Mai 1924 um 17:00 Uhr in Saint-Ouen (Stade de Paris) | | |          |
| Zuschauer: 5.145                                         | | |          |
| Schiedsrichter: Henri Christophe ( Belgien)              | | |          |

### Bulgarien – Irland 0:1 (0:0)
| Bulgarien                                                 | Bulgarien | Irland | Irland |
| --------------------------------------------------------- | --- | --- | ------ |
| Bulgarien                                                 | \| 28. Mai 1924 um 16:00 Uhr in Colombes (Stade de Colombes) \| \| Zuschauer: 1.659 \| \| Schiedsrichter: Henri Henriot ( Frankreich) \|                                                                                                  | \| 28. Mai 1924 um 16:00 Uhr in Colombes (Stade de Colombes) \| \| Zuschauer: 1.659 \| \| Schiedsrichter: Henri Henriot ( Frankreich) \|                                                 | Irland |
| Bulgarien                                                 | Petar Iwanow – Simeon Jankow, Aleksandar Christow – Iwan Radoew, Boris Bonow, Geno Mateew – Dimitar Mutaftschiew, Nikola Mutaftschiew, Todor Wladimirow, Konstantin Massnikow, Kiril Jowowitsch Cheftrainer: Leopold Nitsch ( Österreich) | Paddy O’Reilly – Herbert Kerr, Jack McCarthy – Earnest McKay, John Joseph Dykes, Thomas Muldoon – Michael John Farrell, Denis Hannon, Peter Robert Duncan, Joseph Kendrick, James Murray | Irland |
| Bulgarien                                                 | 0:1 Duncan (75.) | | Irland |
| 28. Mai 1924 um 16:00 Uhr in Colombes (Stade de Colombes) | | |        |
| Zuschauer: 1.659                                          | | |        |
| Schiedsrichter: Henri Henriot ( Frankreich)               | | |        |

### Schweiz – Tschechoslowakei 1:1 n.V. (1:1/0:1)
| Schweiz                                              | Schweiz | Tschechoslowakei | Tschechoslowakei |
| ---------------------------------------------------- | --- | --- | ---------------- |
| Schweiz                                              | \| 28. Mai 1924 um 17:00 Uhr in Paris (Stade Bergeyre) \| \| Zuschauer: 9.157 \| \| Schiedsrichter: Peder Christian Andersen ( Norwegen) \|                                                                                                   | \| 28. Mai 1924 um 17:00 Uhr in Paris (Stade Bergeyre) \| \| Zuschauer: 9.157 \| \| Schiedsrichter: Peder Christian Andersen ( Norwegen) \|                                                         | Tschechoslowakei |
| Schweiz                                              | Hans Pulver – Adolphe Reymond, Rudolf Ramseyer – August Oberhauser, Paul Schmiedlin, Aron Pollitz – Karl Ehrenbolger, Paul Sturzenegger, Walter Dietrich, Max Abegglen, Félix Bédouret Cheftrainer: Teddy Duckworth ( Vereinigtes Königreich) | Josef Sloup – Antonín Hojer, Emil Seifert – František Kolenatý, Karel Pešek, Jaroslav Červený – Josef Sedláček, Rudolf Sloup, Josef Čapek, Josef Vlček, Josef Jelínek Cheftrainer: Jaroslav Bezecný | Tschechoslowakei |
| Schweiz                                              | 1:1 Dietrich (79.) | 0:1 R. Sloup (21., Elfmeter) | Tschechoslowakei |
| Schweiz                                              | Platzverweis: Čapek (74.) | | Tschechoslowakei |
| 28. Mai 1924 um 17:00 Uhr in Paris (Stade Bergeyre)  | | |                  |
| Zuschauer: 9.157                                     | | |                  |
| Schiedsrichter: Peder Christian Andersen ( Norwegen) | | |                  |

### Schweden – Belgien 8:1 (4:0)
| Schweden                                                  | Schweden | Belgien | Belgien |
| --------------------------------------------------------- | --- | --- | ------- |
| Schweden                                                  | \| 29. Mai 1924 um 16:00 Uhr in Colombes (Stade de Colombes) \| \| Zuschauer: 8.532 \| \| Schiedsrichter: Heinrich Retschury ( Österreich) \|                                                                | \| 29. Mai 1924 um 16:00 Uhr in Colombes (Stade de Colombes) \| \| Zuschauer: 8.532 \| \| Schiedsrichter: Heinrich Retschury ( Österreich) \|                                                                                                   | Belgien |
| Schweden                                                  | Sigge Lindberg – Axel Alfredsson, Fritjof Hillén – Sven Friberg, Gustaf Carlson, Harry Sundberg – Charles Brommesson, Sven Rydell, Per Kaufeldt, Tore Keller, Rudolf Kock Cheftrainer: József Nagy ( Ungarn) | Jan De Bie – Armand Swartenbroeks, Oscar Verbeeck – August Pelsmaeker, André Fierens, Achille Schelstraete, Louis Van Hege – Robert Coppée, Alfons Larnoe, Maurice Gillis, Désiré Bastin Cheftrainer: William Maxwell ( Vereinigtes Königreich) | Belgien |
| Schweden                                                  | 1:0 Kock (8.) 2:0 Rydell (20.) 3:0 Kock (24.) 4:0 Brommesson (30.) 5:0 Keller (46.) 6:0 Rydell (61.) 7:1 Kock (77.) 8:1 Rydell (83.)                                                                         | 6:1 Larnoe (67.) | Belgien |
| 29. Mai 1924 um 16:00 Uhr in Colombes (Stade de Colombes) | | |         |
| Zuschauer: 8.532                                          | | |         |
| Schiedsrichter: Heinrich Retschury ( Österreich)          | | |         |

### Italien – Luxemburg 2:0 (2:0)
| Italien                                             | Italien | Luxemburg | Luxemburg |
| --------------------------------------------------- | --- | --- | --------- |
| Italien                                             | \| 29. Mai 1924 um 14:15 Uhr in Paris (Stade Pershing) \| \| Zuschauer: 4.254 \| \| Schiedsrichter: Olivier de Ricard ( Frankreich) \|                                                                                                   | \| 29. Mai 1924 um 14:15 Uhr in Paris (Stade Pershing) \| \| Zuschauer: 4.254 \| \| Schiedsrichter: Olivier de Ricard ( Frankreich) \|                                                                                  | Luxemburg |
| Italien                                             | Giovanni De Prà – Virginio Rosetta, Renzo De Vecchi – Ottavio Barbieri, Gastone Baldi, Giuseppe Aliberti – Leopoldo Conti, Adolfo Baloncieri, Giuseppe Della Valle, Mario Magnozzi, Virgilio Felice Levratto Cheftrainer: Vittorio Pozzo | Étienne Bausch – Nicolas Kirsch, Émile Kolb – Marcel Schumann, Joseph Koetz, Paul Feierstein – Albert Massard, François Langers, Alfred Kieffer, Jean-Pierre Weisgerber, Jean-Pierre Weber Cheftrainer: Batty Schroeder | Luxemburg |
| Italien                                             | 1:0 Baloncieri (20.) 2:0 Della Valle (38.) | | Luxemburg |
| 29. Mai 1924 um 14:15 Uhr in Paris (Stade Pershing) | | |           |
| Zuschauer: 4.254                                    | | |           |
| Schiedsrichter: Olivier de Ricard ( Frankreich)     | | |           |

### Uruguay – USA 3:0 (3:0)
| Uruguay                                             | Uruguay | USA | USA |
| --------------------------------------------------- | --- | --- | --- |
| Uruguay                                             | \| 29. Mai 1924 um 17:00 Uhr in Paris (Stade Bergeyre) \| \| Zuschauer: 10.455 \| \| Schiedsrichter: Charles Barette ( Belgien) \|                                                                     | \| 29. Mai 1924 um 17:00 Uhr in Paris (Stade Bergeyre) \| \| Zuschauer: 10.455 \| \| Schiedsrichter: Charles Barette ( Belgien) \|                                                                               | USA |
| Uruguay                                             | Andrés Mazali – José Nasazzi, Pedro Arispe – José Leandro Andrade, José Vidal, Humberto Tomassina – José Naya, Héctor Scarone, Pedro Petrone, José Pedro Cea, Ángel Romano Cheftrainer: Ernesto Fígoli | Jimmy Douglas – Irving Davis, Frederick O’Connor – Carl Johnson, Raymond Hornberger, Frances Jones – William Findlay, Herbert Wells, Andrew Straden, Henry Farrell, Samuel Dalrymple Cheftrainer: George Burford | USA |
| Uruguay                                             | 1:0 Petrone (10.) 2:0 Scarone (15.) 3:0 Petrone (44.) | | USA |
| 29. Mai 1924 um 17:00 Uhr in Paris (Stade Bergeyre) | | |     |
| Zuschauer: 10.455                                   | | |     |
| Schiedsrichter: Charles Barette ( Belgien)          | | |     |

### Ägypten – Ungarn 3:0 (2:0)
| Ägypten                                                  | Ägypten | Ungarn | Ungarn |
| -------------------------------------------------------- | --- | --- | ------ |
| Ägypten                                                  | \| 29. Mai 1924 um 17:00 Uhr in Saint-Ouen (Stade de Paris) \| \| Zuschauer: 4.371 \| \| Schiedsrichter: Luis Colina ( Spanien) \|                                                         | \| 29. Mai 1924 um 17:00 Uhr in Saint-Ouen (Stade de Paris) \| \| Zuschauer: 4.371 \| \| Schiedsrichter: Luis Colina ( Spanien) \|                                                   | Ungarn |
| Ägypten                                                  | Kamel Taha – Mahmoud Fouad El-Gamil, Ahmed Salem – Riadh Shawki, Ali El-Hassani, Abdel Salam Hamdy – Ismail El-Sayed Houda, Ali Riadh, Hussein Hegazi, Ibrahim Yakan, Mahmoud Ismail Houda | János Biri – Károly Fogl, Gyula Mándi – György Orth, Béla Guttmann, Gábor Obitz – József Braun, József Eisenhoffer, Zoltán Opata, Ferenc Hirzer, Rudolf Jeny Cheftrainer: Gyula Kiss | Ungarn |
| Ägypten                                                  | 1:0 Yakan (4.) 2:0 Hegazi (40.) 3:0 Yakan (58.) | | Ungarn |
| 29. Mai 1924 um 17:00 Uhr in Saint-Ouen (Stade de Paris) | | |        |
| Zuschauer: 4.371                                         | | |        |
| Schiedsrichter: Luis Colina ( Spanien)                   | | |        |

### Wiederholungsspiel Schweiz – Tschechoslowakei 1:0 (0:0)
| Schweiz                                              | Schweiz | Tschechoslowakei | Tschechoslowakei |
| ---------------------------------------------------- | --- | --- | ---------------- |
| Schweiz                                              | \| 28. Mai 1924 um 17:00 Uhr in Paris (Stade Bergeyre) \| \| Zuschauer: 9.157 \| \| Schiedsrichter: Peder Christian Andersen ( Norwegen) \|                                                                                           | \| 28. Mai 1924 um 17:00 Uhr in Paris (Stade Bergeyre) \| \| Zuschauer: 9.157 \| \| Schiedsrichter: Peder Christian Andersen ( Norwegen) \|                                                         | Tschechoslowakei |
| Schweiz                                              | Hans Pulver – Adolphe Reymond, Rudolf Ramseyer – August Oberhauser, Adolfo Mengotti, Aron Pollitz – Edmond Kramer, Paul Sturzenegger, Robert Pache, Max Abegglen, Paul Fässler Cheftrainer: Teddy Duckworth ( Vereinigtes Königreich) | František Hochman – Antonín Hojer, František Hojer – František Kolenatý, Karel Pešek, Paul Mahrer – Josef Sedláček, Ján Novák, Josef Novák, Otto Novák, Josef Jelínek Cheftrainer: Jaroslav Bezecný | Tschechoslowakei |
| Schweiz                                              | 1:0 Pache (87.) | | Tschechoslowakei |
| 28. Mai 1924 um 17:00 Uhr in Paris (Stade Bergeyre)  | | |                  |
| Zuschauer: 9.157                                     | | |                  |
| Schiedsrichter: Peder Christian Andersen ( Norwegen) | | |                  |

## Viertelfinale
Die Sieger qualifizierten sich für das Halbfinale. Im Falle eines Unentschiedens nach Verlängerung wurde ein Wiederholungsspiel ausgetragen.

### Frankreich – Uruguay 1:5 (1:2)
| Frankreich                                                | Frankreich | Uruguay | Uruguay |
| --------------------------------------------------------- | --- | --- | ------- |
| Frankreich                                                | \| 1. Juni 1924 um 16:00 Uhr in Colombes (Stade de Colombes) \| \| Zuschauer: 30.868 \| \| Schiedsrichter: Peder Christian Andersen ( Norwegen) \|                                                                                         | \| 1. Juni 1924 um 16:00 Uhr in Colombes (Stade de Colombes) \| \| Zuschauer: 30.868 \| \| Schiedsrichter: Peder Christian Andersen ( Norwegen) \|                                                       | Uruguay |
| Frankreich                                                | Pierre Chayriguès – Ernest Gravier, Marcel Domergue – Antoine Parachini, Jean Batmale, Philippe Bonnardel – Jules Dewaquez, Jean Boyer, Paul Nicolas, Édouard Crut, Raymond Dubly Cheftrainer: Charles Griffiths ( Vereinigtes Königreich) | Andrés Mazali – José Nasazzi, Pedro Arispe – José Leandro Andrade, Alfredo Zibechi, Alfredo Ghierra – José Naya, Héctor Scarone, Pedro Petrone, José Pedro Cea, Ángel Romano Cheftrainer: Ernesto Fígoli | Uruguay |
| Frankreich                                                | 1:1 Nicolas (12.) | 0:1 Scarone (2.) 1:2 Scarone (24.) 1:3 Petrone (58.) 1:4 Petrone (68.) 1:5 Romano (83.) | Uruguay |
| 1. Juni 1924 um 16:00 Uhr in Colombes (Stade de Colombes) | | |         |
| Zuschauer: 30.868                                         | | |         |
| Schiedsrichter: Peder Christian Andersen ( Norwegen)      | | |         |

### Schweden – Ägypten 5:0 (3:0)
| Schweden                                            | Schweden | Ägypten | Ägypten |
| --------------------------------------------------- | --- | --- | ------- |
| Schweden                                            | \| 1. Juni 1924 um 16:00 Uhr in Paris (Stade Pershing) \| \| Zuschauer: 6.484 \| \| Schiedsrichter: Henri Christophe ( Belgien) \|                                                                                | \| 1. Juni 1924 um 16:00 Uhr in Paris (Stade Pershing) \| \| Zuschauer: 6.484 \| \| Schiedsrichter: Henri Christophe ( Belgien) \|                                                    | Ägypten |
| Schweden                                            | Sigge Lindberg – Axel Alfredsson, Fritjof Hillén – Sven Friberg, Gustaf Carlson, Harry Sundberg – Charles Brommesson, Sven Rydell, Per Kaufeldt, Torsten Svensson, Rudolf Kock Cheftrainer: József Nagy ( Ungarn) | Kamel Taha – Mahmoud Fouad El-Gamil, Ahmed Salem – Riadh Henain, Ali El-Hassani, Riadh Shawky – Ismail El-Sayed Houda, Ali Riadh, Hussein Hegazi, Ibrahim Yakan, Mahmoud Ismail Houda | Ägypten |
| Schweden                                            | 1:0 Kaufeldt (5.) 2:0 Brommesson (31.) 3:0 Brommesson (34.) 4:0 Rydell (49.) 5:0 Kaufeldt (71.) | | Ägypten |
| 1. Juni 1924 um 16:00 Uhr in Paris (Stade Pershing) | | |         |
| Zuschauer: 6.484                                    | | |         |
| Schiedsrichter: Henri Christophe ( Belgien)         | | |         |

### Niederlande – Irland 2:1 n.V. (1:1, 1:1)
| Niederlande                                              | Niederlande | Irland | Irland |
| -------------------------------------------------------- | --- | --- | ------ |
| Niederlande                                              | \| 2. Juni 1924 um 17:00 Uhr in Saint-Ouen (Stade de Paris) \| \| Zuschauer: 1.506 \| \| Schiedsrichter: Heinrich Retschury ( Österreich) \|                                                                                        | \| 2. Juni 1924 um 17:00 Uhr in Saint-Ouen (Stade de Paris) \| \| Zuschauer: 1.506 \| \| Schiedsrichter: Heinrich Retschury ( Österreich) \|                                         | Irland |
| Niederlande                                              | Gejus van der Meulen – Harry Dénis, Hans Tetzner – André le Fèvre, Evert van Linge, Gerardus Krom – Ber Groosjohan, Ok Formenoy, Joop ter Beek, Gerrit Visser, Jan de Natris Cheftrainer: William Townley ( Vereinigtes Königreich) | Paddy O’Reilly – Herbert Kerr, Jack McCarthy – Earnest McKay, John Joseph Dykes, Thomas Muldoon – Michael John Farrell, Denis Hannon, Peter Robert Duncan, Frank Ghent, James Murray | Irland |
| Niederlande                                              | 1:0 Formenoy (7.) 2:1 Formenoy (104.) | 1:1 Farrell (33.) | Irland |
| 2. Juni 1924 um 17:00 Uhr in Saint-Ouen (Stade de Paris) | | |        |
| Zuschauer: 1.506                                         | | |        |
| Schiedsrichter: Heinrich Retschury ( Österreich)         | | |        |

### Schweiz – Italien 2:1 (0:0)
| Schweiz                                             | Schweiz | Italien | Italien |
| --------------------------------------------------- | --- | --- | ------- |
| Schweiz                                             | \| 2. Juni 1924 um 17:00 Uhr in Paris (Stade Bergeyre) \| \| Zuschauer: 8.359 \| \| Schiedsrichter: Johannes Mutters ( Niederlande) \| | \| 2. Juni 1924 um 17:00 Uhr in Paris (Stade Bergeyre) \| \| Zuschauer: 8.359 \| \| Schiedsrichter: Johannes Mutters ( Niederlande) \| | Italien |
| Schweiz                                             | Hans Pulver – Adolphe Reymond, Rudolf Ramseyer – August Oberhauser, Paul Schmiedlin, Aron Pollitz – Karl Ehrenbolger, Paul Sturzenegger, Walter Dietrich, Max Abegglen, Paul Fässler Cheftrainer: Teddy Duckworth ( Vereinigtes Königreich) | Giovanni De Prà – Virginio Rosetta, Umberto Caligaris – Ottavio Barbieri, Luigi Burlando, Giuseppe Aliberti – Leopoldo Conti, Adolfo Baloncieri, Giuseppe Della Valle, Mario Magnozzi, Virgilio Felice Levratto Cheftrainer: Vittorio Pozzo | Italien |
| Schweiz                                             | 1:0 Sturzenegger (47.) 2:1 Abegglen (60.) | 1:1 Della Valle (52.) | Italien |
| 2. Juni 1924 um 17:00 Uhr in Paris (Stade Bergeyre) | | |         |
| Zuschauer: 8.359                                    | | |         |
| Schiedsrichter: Johannes Mutters ( Niederlande)     | | |         |

## Halbfinale
Die Sieger spielten im Finale um den Olympiasieg, die Verlierer spielten um die Bronzemedaille.

### Schweiz – Schweden 2:1 (1:1)
| Schweiz                                                   | Schweiz | Schweden | Schweden |
| --------------------------------------------------------- | --- | --- | -------- |
| Schweiz                                                   | \| 5. Juni 1924 um 16:00 Uhr in Colombes (Stade de Colombes) \| \| Zuschauer: 7.448 \| \| Schiedsrichter: Mihály Iváncsics ( Ungarn) \|                                                                                                | \| 5. Juni 1924 um 16:00 Uhr in Colombes (Stade de Colombes) \| \| Zuschauer: 7.448 \| \| Schiedsrichter: Mihály Iváncsics ( Ungarn) \|                                                                     | Schweden |
| Schweiz                                                   | Hans Pulver – Adolphe Reymond, Rudolf Ramseyer – August Oberhauser, Paul Schmiedlin, Aron Pollitz – Karl Ehrenbolger, Robert Pache, Walter Dietrich, Max Abegglen, Paul Fässler Cheftrainer: Teddy Duckworth ( Vereinigtes Königreich) | Sigge Lindberg – Axel Alfredsson, Fritjof Hillén – Sven Friberg, Gustaf Carlson, Harry Sundberg – Charles Brommesson, Sven Rydell, Per Kaufeldt, Albin Dahl, Rudolf Kock Cheftrainer: József Nagy ( Ungarn) | Schweden |
| Schweiz                                                   | 1:0 Abegglen (15.) 2:1 Abegglen (77.) | 1:1 Kock (41.) | Schweden |
| 5. Juni 1924 um 16:00 Uhr in Colombes (Stade de Colombes) | | |          |
| Zuschauer: 7.448                                          | | |          |
| Schiedsrichter: Mihály Iváncsics ( Ungarn)                | | |          |

### Niederlande – Uruguay 1:2 (1:0)
| Niederlande                                               | Niederlande | Uruguay | Uruguay |
| --------------------------------------------------------- | --- | --- | ------- |
| Niederlande                                               | \| 6. Juni 1924 um 17:00 Uhr in Colombes (Stade de Colombes) \| \| Zuschauer: 7.088 \| \| Schiedsrichter: Georges Vallat ( Frankreich) \| | \| 6. Juni 1924 um 17:00 Uhr in Colombes (Stade de Colombes) \| \| Zuschauer: 7.088 \| \| Schiedsrichter: Georges Vallat ( Frankreich) \|                                                                  | Uruguay |
| Niederlande                                               | Gejus van der Meulen – Harry Dénis, Hans Tetzner – André le Fèvre, Evert van Linge, Gerrit Horsten – Albert Snouck Hurgronje, Ber Groosjohan, Kees Pijl, Gerrit Visser, Jan de Natris Cheftrainer: William Townley ( Vereinigtes Königreich) | Andrés Mazali – José Nasazzi, Pedro Arispe – José Leandro Andrade, José Vidal, Alfredo Ghierra – Santos Urdinarán, Héctor Scarone, Pedro Petrone, José Pedro Cea, Ángel Romano Cheftrainer: Ernesto Fígoli | Uruguay |
| Niederlande                                               | 1:0 Pijl (32.) | 1:1 Cea (62.) 1:2 Scarone (81., Elfmeter) | Uruguay |
| 6. Juni 1924 um 17:00 Uhr in Colombes (Stade de Colombes) | | |         |
| Zuschauer: 7.088                                          | | |         |
| Schiedsrichter: Georges Vallat ( Frankreich)              | | |         |

## Entscheidungsspiel um Bronze

### Niederlande – Schweden 1:3 (1:2)
| Niederlande                                  | Niederlande | Schweden | Schweden |
| -------------------------------------------- | --- | --- | -------- |
| Niederlande                                  | \| 9. Juni 1924 in Paris (Stade de Colombes)* \| \| Ergebnis: 1:3 (1:2) \| \| Zuschauer: 40.522 \| \| Schiedsrichter: Youssouf Mohammed ( Ägypten) \|                                                                                | \| 9. Juni 1924 in Paris (Stade de Colombes)* \| \| Ergebnis: 1:3 (1:2) \| \| Zuschauer: 40.522 \| \| Schiedsrichter: Youssouf Mohammed ( Ägypten) \|                                                      | Schweden |
| Niederlande                                  | Gejus van der Meulen – Harry Dénis, Henk Vermetten – Jan Oosthoek, Gerardus Krom, Gerrit Horsten – Jan de Natris, Gerrit Visser, André le Fèvre, Ok Formenoy, Marinus Sigmond Cheftrainer: Teddy Duckworth ( Vereinigtes Königreich) | Sigge Lindberg – Axel Alfredsson, Fritjof Hillén – Gunnar Holmberg, Sven Friberg, Harry Sundberg – Evert Lundquist, Sven Rydell, Per Kaufeldt, Tore Keller, Rudolf Kock Cheftrainer: József Nagy ( Ungarn) | Schweden |
| Niederlande                                  | 1:2 Formenoy (43., Elfmeter) | 0:1 Rydell (34.) 0:2 Lundquist (42.) 1:3 Rydell (77.) | Schweden |
| Niederlande                                  | Platzverweis: Kaufeldt (75.) | | Schweden |
| 9. Juni 1924 in Paris (Stade de Colombes)*   | | |          |
| Ergebnis: 1:3 (1:2)                          | | |          |
| Zuschauer: 40.522                            | | |          |
| Schiedsrichter: Youssouf Mohammed ( Ägypten) | | |          |

## Finale

### Uruguay – Schweiz 3:0 (1:0)
| Uruguay                                     | Uruguay | Schweiz | Schweiz |
| ------------------------------------------- | --- | --- | ------- |
| Uruguay                                     | \| 9. Juni 1924 in Paris (Stade de Colombes)* \| \| Ergebnis: 3:0 (1:0) \| \| Zuschauer: 40.522 \| \| Schiedsrichter: Marcel Slawik ( Frankreich) \|                                                         | \| 9. Juni 1924 in Paris (Stade de Colombes)* \| \| Ergebnis: 3:0 (1:0) \| \| Zuschauer: 40.522 \| \| Schiedsrichter: Marcel Slawik ( Frankreich) \|                                                                                    | Schweiz |
| Uruguay                                     | Andrés Mazzali – José Nasazzi , Pedro Arispe – José Leandro Andrade, José Vidal, Alfredo Ghierra – Santos Urdinarán, Héctor Scarone, Pedro Petrone, José Pedro Cea, Ángel Romano Cheftrainer: Ernesto Fígoli | Hans Pulver – Adolphe Reymond, Rudolf Ramseyer – August Oberhauser, Paul Schmiedlin , Aron Pollitz – Karl Ehrenbolger, Robert Pache, Walter Dietrich, Max Abegglen, Paul Fässler Cheftrainer: Teddy Duckworth ( Vereinigtes Königreich) | Schweiz |
| Uruguay                                     | 1:0 Petrone (9.) 2:0 Cea (65.) 3:0 Romano (82.) | | Schweiz |
| 9. Juni 1924 in Paris (Stade de Colombes)*  | | |         |
| Ergebnis: 3:0 (1:0)                         | | |         |
| Zuschauer: 40.522                           | | |         |
| Schiedsrichter: Marcel Slawik ( Frankreich) | | |         |

*  Jeweils Doppelveranstaltungen.

**  Höchster Sieg der Schweizer Fussballnationalmannschaft.